# Colégio Estadual Doutor João Nery
O Colégio estadual Dr. João Nery está localizado no município de Mendes/RJ, situada à avenida Santa Cruz, nº02– Bairro Humberto Antunes Mendes/RJ. A instituição faz parte da Rede Estadual de ensino público do estado do Rio de Janeiro e engloba desde o segundo ciclo do Ensino Fundamental (6º ao 9º ano) ao Ensino Médio (1º ao 3º ano) em horário Regular e Integral - com ênfase em Linguagens (Inglês e Espanhol). No período noturno  oferta a modalidade EJA (6º ao 9º ano do Ensino Fundamental) e NEJA (1º ao 3º Ensino Médio) para proporcionar acesso à educação àqueles que não concluíram a escolaridade básica na idade adequada.  

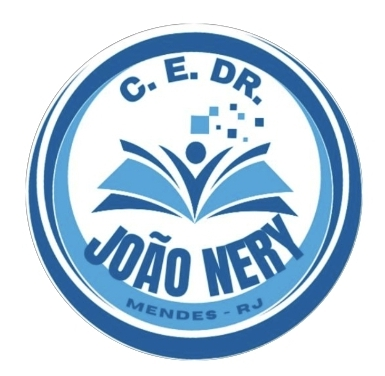
Emblema JN

### Cronologia
Em 26/09/1966 Aconteceu a criação e autorização para ministrar o Ensino de 1º grau;
Na data de 26/05/1997 Aconteceu a autorização para ministrar o 2º segmento do ensino fundamental, reconhecidos seus efeitos a partir do ano letivo de 1993; 
Em 04/12/2001 Aconteceu a autorização para ministrar o curso de jovens e adultos de 5ª a 8ª fase, reconhecidos seus efeitos a partir do ano de 2001;
Na data de 07/03/2003 Aconteceu a Autorização para ministrar o ensino médio e transformar em colégio esta unidade escolar;
Em 01/10/2004 Aconteceu a Autorização para ministrar o curso de ensino médio para jovens e adultos, de acordo com a resolução da SEE de nº27007;
O Colégio estadual Dr. João Nery está localizado no município de Mendes/RJ, sito à avenida santa cruz, nº02– Bairro Humberto Antunes Mendes/RJ.

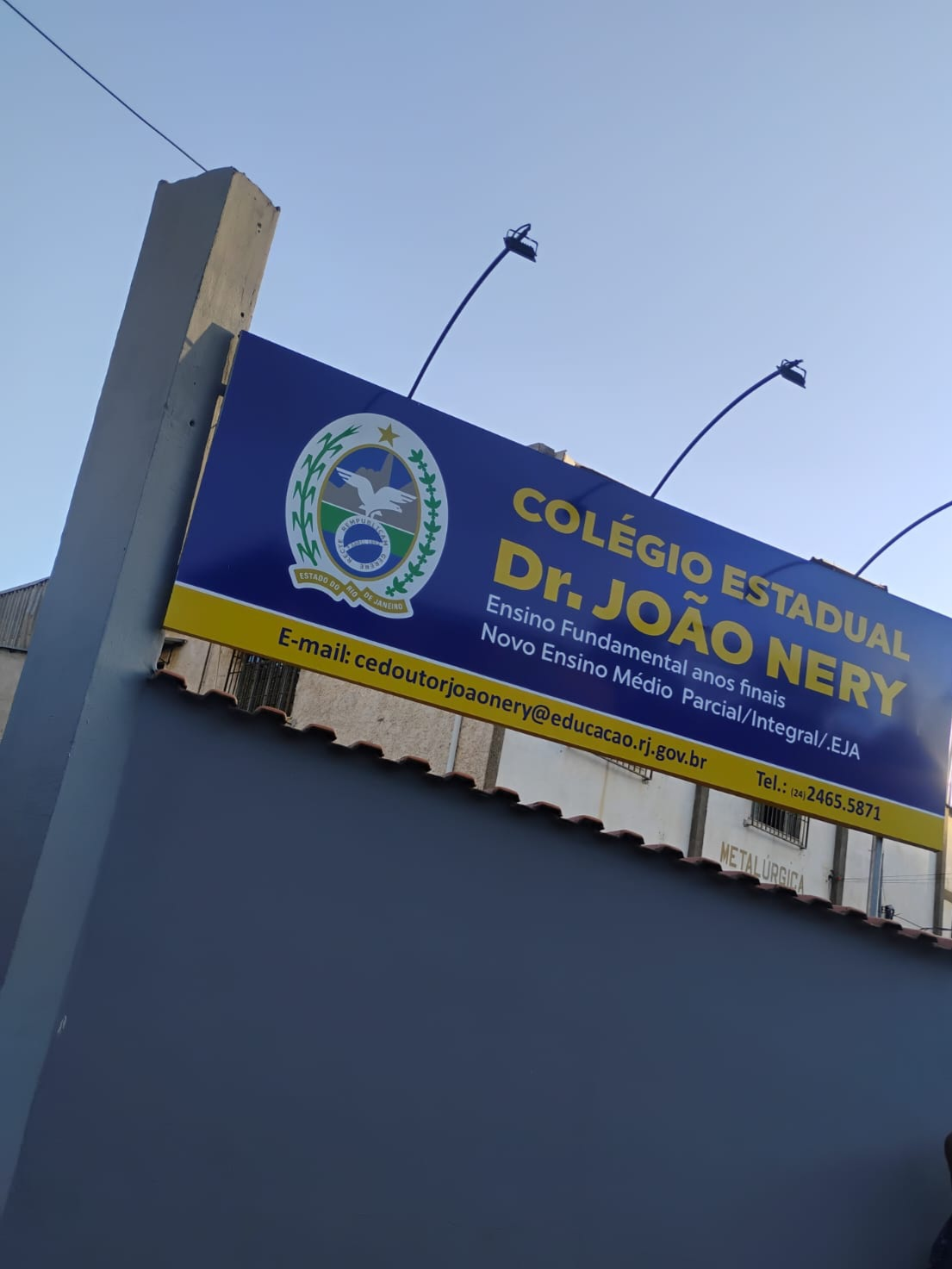
Placa JN

### Histórico do Patrono
O Colégio recebeu este nome pelo fato de que em agosto de 1906,  desembarcou em Mendes, um jovem médico que se transformaria no mais estimado e conceituado de todos que já passaram nesta  terra. O Dr. João Nery chegou ao lugar tranquilo, bucólico e que iria exercer sobre ele um fascínio tal que jamais dali sairia, ficando guardando em suas estranhas, quando em outubro de 1953, Deus o levou de nosso convívio.
Os mendenses do seu tempo pagaram muitas consultas com galinha, um bom cafe com bolinhos ou simplesmente com um “muito obrigado, mas eu não posso ilhe pagar”.
Dr. João Nery foi uma figura que ficou gravada no coração dos mendenses, vassourenses, barrenses e de outras localidades vizinhas.
Foi membro honorário de varias associações cientificas, organizador dos serviços médicos, sem jamais perder a modéstia, a simplicidade e a humildade. Pertenceu também ao Comissariado de Higiene da Prefeitura do antigo Distrito Federal e, ali no Rio de Janeiro, dedicou-se a profilaxia da febre que assolou toda região, onde quase se tornou vitima também. 
Então, a comunidade escolar, valorizando e reconhecendo tudo o que “Dr. João Nery” fez pelos mendenses, passa a ter como meta a instrução da nossa identidade, valorizando a cultura própria do aluno, seus costume e suas tradições, procurando ajudar a construir uma sociedade justa, igualitária comprometida com valores da honestidade, fraternidade e justiça social, sempre delimitando prioridades e estabelecendo o resultado desejado.

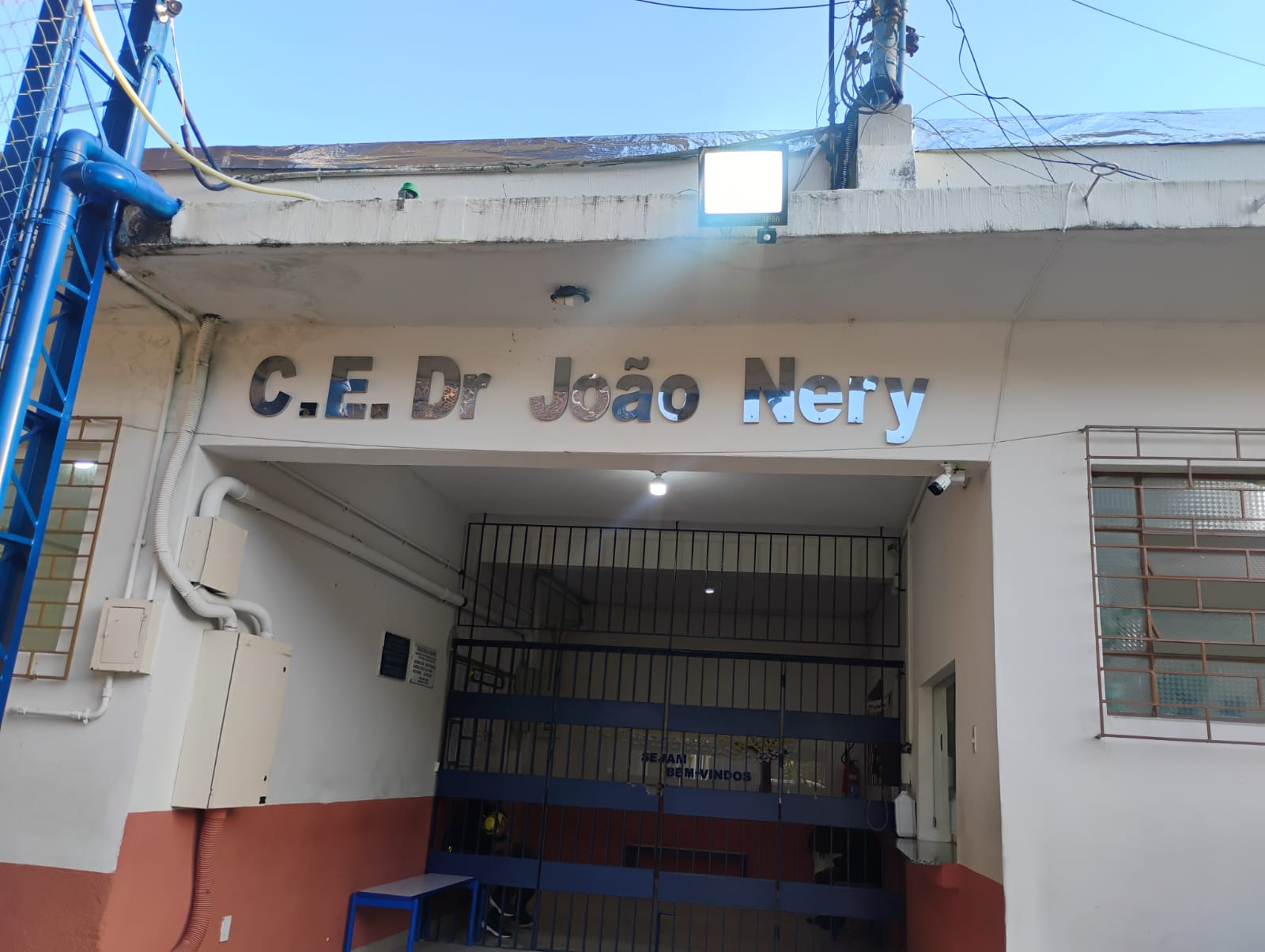
Fachada JN

### IDEB (Índice de Desenvolvimento da Educação Básica)
O Colégio Estadual Doutor João Nery, localizado no estado do Rio de Janeiro, apresentou em 2023 nota 4,4 no ensino fundamental e 4,8 no ensino médio , enquanto o IDEB estadual registrou média de 6,0 e o municipal alcançou 5,8.

### Ligações Externas
Mendes-RJ[]